# Adlullia griseaurea
Adlullia griseaurea är en fjärilsart som beskrevs av Holloway 1999. Adlullia griseaurea ingår i släktet Adlullia och familjen tofsspinnare. Inga underarter finns listade i Catalogue of Life.